# Gaspoltshofen
Gaspoltshofen település Ausztriában, Felső-Ausztria tartományban, a Grieskircheni járásban, területe 40,6 km².

## Fekvése
Tengerszint feletti magassága 455 méter. Gaspoltshofen Weibern, Aistersheim, Meggenhofen, Niederthalheim, Wolfsegg am Hausruck és Geboltskirchen településekkel határos.

## Népesség
Lakosainak száma 3566 fő (2018. január 1.).